# Château de Poncenat
Le château de Poncenat est un édifice situé à Montaigu-le-Blin, en France.

## Localisation
Le château est situé sur le territoire de la  commune de Montaigu-le-Blin, à 2,5 km au sud-ouest du bourg, dans le département de l'Allier, en région Auvergne-Rhône-Alpes.

## Description
Le château de Poncenat  est construit sur une motte naturelle en terrasse, il était entouré de marais et d'étangs. Depuis les dernièrs travaux, il subsiste une tour semi-circulaire avec un côté plat et quelques pans de mur, ainsi qu’une partie du porche d’entrée.

## Historique
Le château est à l'état de ruine à la fin du XVIe siècle. Il est rebâti au XVIIe siècle, il est démantelé après la Révolution